# Liste der Kreisstraßen in Düsseldorf
Die Liste der Kreisstraßen in Düsseldorf ist eine Auflistung der Kreisstraßen in der kreisfreien Stadt Düsseldorf, Nordrhein-Westfalen.

## Abkürzungen
- K: Kreisstraße
- L: Landesstraße

## Liste
Die Kreisstraßen behalten die ihnen zugewiesene Nummer innerhalb von Nordrhein-Westfalen auch bei einem Wechsel in einen Kreis oder in eine andere kreisfreie Stadt. Nicht vorhandene bzw. nicht nachgewiesene Kreisstraßen werden in Kursivdruck gekennzeichnet, ebenso Straßen und Straßenabschnitte, die unabhängig vom Grund (Herabstufung zu einer Gemeindestraße oder Höherstufung) keine Kreisstraßen mehr sind.
Der Straßenverlauf wird in der Regel von Nord nach Süd und von West nach Ost angegeben.
| Nr.  | Verlauf |
| ---- | --- |
| K 2  | (K 2 im Kreis Mettmann) – Stadtgrenze – Am Hülsenhof – L 49                                                                                                   |
| K 3  | L 49 – Kalkumer Straße – Terminal Ring – Flughafen Düsseldorf – Kieshecker Weg – Volkardeyer Weg – Volkardeyer Straße – Stadtgrenze – (K 3 im Kreis Mettmann) |
| K 4  | L 85 – Karlsruher Straße – Werstener Feld – Ickerswarder Straße – L 293 – Ickerswarder Straße – Steinkauf – Alt-Himmelgeist                                   |
| K 6  | – Gräulinger Straße – Neunzigstraße – K 7 – Dreherstraße – Märkische Straße – Schönaustraße – Heyestraße – L 404                                              |
| K 7  | L 455 – Mörsenbroicher Weg – L 392 – Mörsenbroicher Weg – Fahneburgstraße – Rennbahnstraße – – Benderstraße – K 6                                             |
| K 10 | (K 10 im Kreis Mettmann) – Stadtgrenze – Knittkuhler Straße – Stadtgrenze an einer Stelle am nordöstlichen Straßenrand –                                      |
| K 12 | – Erkrather Landstraße – Stadtgrenze – (K 12 im Kreis Mettmann)                                                                                               |
| K 13 | (K 13 im Kreis Mettmann) – Stadtgrenze – Hellerhofweg – |

## Quelle
- Landesvermessungsamt Nordrhein-Westfalen, Kreiskarte Nr. 32: Kreis Mettmann, Städte Düsseldorf, Remscheid, Solingen, Wuppertal